# Ina Almén
Kristina "Ina" Maria Almén, född 3 april 1863 i Uppsala, död 10 oktober 1938 i Stockholm, var direktör för Kvinnornas Andelsförening Svenska Hem.

## Biografi
Ina Almén var äldsta barn till August Almén och Sanna Fries. Hemmet hade en stark vetenskaplig prägel. August Almén var professor i medicinsk och fysiologisk kemi vid Uppsala universitet, och Ina Alméns morfar var den kände botanisten och professorn Elias Fries. 
År 1883 flyttade familjen till Stockholm. Där genomgick Ina Almén en treårig utbildning vid Tekniska skolan. Hon fick därefter anställning som riterska hos fröknarna Selma Giöbel och Bertha Hübner som startat ett konstindustriellt företag, vilket senare blev aktiebolaget Svensk Konstslöjdutställning. Efter några år gick hon över till en anställning som kassaförvaltare hos AB P.A. Norstedt & Söner, där hon arbetade i tio år. Hon arbetade därefter som sekreterare åt sin far, då han som generaldirektör i Medicinalstyrelsen under de sista åren av sitt liv var sysselsatt med en stor statistisk undersökning. Efter faderns död ägnade sig Ina Almén återigen åt sina konstindustriella intressen, dock utan någon fast anställning. Hon gjorde studieresor utomlands, gav kurser och skrev artiklar om konstindustrin.
Tillsammans med sin goda vän Anna Whitlock var Ina Almén med och startade Kvinnornas Andelsförening Svenska Hem, som 1905 öppnade sin första butik i Stockholm. Året efter blev hon verkställande direktör för det nybildade företaget. Med sitt intresse för formgivning och slöjd gick hon in för att skapa en vacker miljö i den nyöppnade butiken. Hon blev känd för sitt engagemang för arbetsmiljö och personal och sin förmåga att lösa de svårigheter man ställdes inför. Bland annat gjorde hon våren 1906 en inköpsresa till Tyskland, Holland och England för att hitta leverantörer som vågade trotsa den bojkott Svenska Hem utsattes för av Stockholms Specerihandlareförening. Efter en konflikt med styrelsen om personalens julgratifikation sade hon upp sig 1910. Ina Almén ägnade sig därefter åt att bygga upp ett hem för handikappade och polioskadade barn, vilket sedan utvidgades till ett skolhem på Lidingö.
Ina Almén valdes in i kultursällskapet Nya Idun 1902. År 1918 valdes Ina Almén också in i Iduns kvinnliga akademi, som var en exklusiv samling med bland andra Selma Lagerlöf, Karolina Widerström och andra kända medlemmar.
Ina Almén förblev ogift och bodde hemma tills hon närmade sig 50-årsåldern. Tillsammans med två av sina syskon, justitierådet Tore Almén och rektor Gunhild Almén, ägnade hon sig åt det Alménska släktarkivet, som i stor utsträckning också berör släkten Fries. Ina Almén bidrog med minnesanteckningar till arkiven. Hon är begravd på Uppsala gamla kyrkogård.